# Manuel de Utra Corte Real
Manuel de Utra Corte Real (Horta, c. 1510 — Santarém, 1553) foi capitão do donatário das capitanias da ilha do Faial e da ilha do Pico, cargo que exerceu desde 1549 até 1553. Anteriormente esta capitania esteve nas mãos de Jorge Dutra, seu pai. Foi seguido no cargo por D. Álvaro de Castro.

## Biografia
Filho mais velho do segundo capitão do donatário, Jós Dutra, e de sua esposa Isabel Corte-Real, filha de João Vaz Corte-Real, capitão do donatário em Angra, na ilha Terceira. Sucedeu a seu pai e foi o terceiro capitão do donatário das ilhas do Faial e Pico. 
Casou, em primeiras núpcias, com Maria Vicente, filha do lavrador Joane Anes de Grotas e Catarina Vicente. Segundo o cronista Gaspar Frutuoso, esta ligação terá desagrado à família e provocado graves desentendimentos com o pai, que o levaram a andar homiziado durante algum tempo. Deste casamento resultaram três filhos, dos quais os dois mais velhos, Gaspar de Utra Corte-Real e Jerónimo de Utra Corte-Real, travariam um longo processo judicial pela posse da capitania, e quatro filhas.
Tendo o pai falecido em 1549, por carta régia de D. João III de Portugal, datada de 15 de junho de 1550, foi confirmado na posse da capitania das duas ilhas. Contudo, durante a sua estadia na cidade de Lisboa, e sem ter enviuvado, contraiu um segundo casamento com D. Ângela de Meneses, dama da Corte. Na opinião do citado cronista, o segundo matrimónio foi realizado por via das pressões do monarca D. João III, atendendo à origem plebeia da primeira mulher. Sobre esta matéria diz António Ferreira de Serpa:
«Manuel de Utra Côrte Real, logo após o falecimento de seu pai, veio a Lisbôa para se encartar na Donatária. Aquí esperava-o a maior, a mais original e estupenda das surpresas, que fôi uma grande infelicidade e lhe apressou a morte. Seu primo, Bernardo Côrte Real, filho de seu tio materno, Vasco Anes Corte-Real, era casado com Dôna Maria de Menêses, filha de Gabriel de Brito, Alcaide-mór de Aldegavinha, segundo uns, de Aldeia Galêga, afirmam outros. Ésta Dôna Maria tinha uma irmã, Dôna Angela, cuja obsessão éra casar, fosse como fôsse e presa désta mania, entendeu qup Manuel de Utra Côrte Real havia de sêr o seu marido! Não se contentava com a pretensão do casamento : ia mais longe, pois, sem rebuço, declarava sêr já casada com Manuel de Utra; mas ao Rei, Dôna Angela e sua mãe diziam, de cérto, outras cousas, para induzir o Soberano, como de facto o induziram, a obrigar Manuel de Utra a receber por mulhér Dôna Angela, provavelmente alegando que êle lhe devia alguma reparação á sua honra. [...] por ell Rei mandar que casasse com ella e elle ho não querer fazer, ho mandara prender nesta Cidade em sua pousada, onde estivera preso por espaço de tempo : e que vendo Dôna Angela e sua mãi que elle ho não queria por fazer, por importunarem ao dito senhor lhe estreitaram a prisão pera o castello de Santarém omde esteve muito tempo preso sem nunca ho querer fazer; e que estando assi preso viera a adoecer de febres e estamdo muito mal o licenciado Francisco Diaz do Amaral que então era corregedor da Corte lhe levara a dita Dôna Angela ao Castello omde o dito Manuel Dutra estava preso dizendo que mandava o dito Senhor que casasse com ella, e quando Manuel Dutra a vira em casa fizera muitos estromdos e bradara muito, [...] e que o dito Manuel Dutra nunca depois que a recebeu tivera copulla com a dita Dona Angella, porque com a paixão fallecerá dahi a quatro dias e em todos os quatro dias estivera sempre mal e ho vellavam [...]»
Por ter ficado retido em Lisboa, preso durante três anos, por causa do casamento, apesar de confirmado na posse da capitania acabou por não exercer o cargo, falecendo em Santarém sem poder regressar ao Faial. Com o seu falecimento, a capitania foi dada por vaga a favor da Casa Real, pois não foram considerados filhos legítimos os seus filhos tidos do casamento com a plebeia Maria Vicente.
Em consequência, em fevereiro de 1553 a capitania das ilhas do Faial e Pico estava dada a D. Álvaro de Castro, filho do famoso vice-rei da Índia D.João de Castro, o que apesar do recurso interposto por Jerónimo de Utra Corte-Real, foi confirmado em 1558. Esta sentença de confirmação foi objecto de recurso, dando origem a um pleito que apenas foi resolvido em 1581, e desta feita a favor dos herdeiros de Manuel Dutra Corte-Real.

## Relações familiares
Foi casado com:
- Maria Vicente,
- Ângela de Meneses, filha de Gabriel de Brito (1440 -?), alcaide-mor de Aldeia Galega da Merceana e de D. Margarida de Meneses (1460 -?)